# قائمة نقابات المغرب
قائمة نقابات المغرب هي جرد لجميع المنظمات النقابية المغربية، التي تُعنى بالدفاع عن مصالح و حقوق العمال و الطلبة داخل المملكة المغربية.
| اسم النقابة                                     | الاختصار         | سنة التأسيس            | الحزب الأم            | الموقع الرسمي       |
| ----------------------------------------------- | ---------------- | ---------------------- | --------------------- | ------------------- |
| الاتحاد العام للشغالين بالمغرب                  | UMGT أو ا.ع.ش.م. | 1960                   | حزب الاستقلال         | الموقع الرسمي لUGTM |
| الكونفدرالية الديمقراطية للشغل                  | CDT              | 1978                   | حزب اليسار            | الموقع الرسمي لCDT  |
| الاتحاد المغربي للشغل                           | UMT              | 1955                   | لا حزبية              | https://umt.ma/     |
| الفدرالية الديمقراطية للشغل                     | FDT              | ::                     | حزب الاتحاد الاشتراكي |                     |
| الاتحاد الديمقراطي للعمال                       | ::               | ::                     | ::                    | ::                  |
| اتحاد النقابات الشعبية                          | UCP              | ::                     | ::                    | ::                  |
| الاتحاد الوطني للشغل بالمغرب                    | UNTM             | ::حزب العدالة والتنمية | 1973                  | الموقع الرسمي لUNTM |
| النقابة الوطنية الشعبية                         | ::               | ::                     | ::                    | ::                  |
| القوات العمالية المغربية                        | FTM              | ::                     | ::                    | ::                  |
| الاتحاد العمالي المغربي                         | ::               | ::                     | ::                    | ::                  |
| النقابة الوطنية للتعليم العالي                  | ::               | ::                     | ::                    | ::                  |
| اتحاد نقابات الشغالين الأحرار                   | ::               | ::                     | ::                    | ::                  |
| الاتحاد الوطني لطلبة المغرب                     | ::               | ::                     | ::                    | ::                  |
| الاتحاد العام لطلبة المغرب                      | ::               | ::                     | ::                    | ::                  |
| النقابة الوطنية للصحافة المغربية                | SNPM             | ::                     | ::                    |                     |
| النقابة المستقلة لأطباء القطاع العام المغرب     | SIMSP            | ::                     | ::                    |                     |
| النقابة الديمقراطية لبنك المغرب                 | SDBAM            | ::                     | ::                    |                     |
| النقابة الديموقراطية للتعليم العالي بالمغرب     | Sdesm            | 27 أبريل 2008          | ::                    |                     |
| النقابة الديمقراطية للعدل                       | SDJ              | ::                     | ::                    |                     |
| النقابة الوطنية المستقلة للتعليم العالي بالمغرب | SNIES            | 29 نونبر 2011          |                       | ???                 |
| النقابة المغربية للصحافة                        | SMP              | 16 فبراير 2017         |                       | smpress.ma          |
| الجامعة الوطنية للتعليم التوجه الديمقراطي       | FNE              | 10ماي 2012             |                       | https://taalim.org/ |

 النقابة المغربية للموسيقيين المحترفين بجهات المملكة
سنة التأسيس 2007

## مصدر
الموقع الرسمي لحكومة المملكة المغربية > المؤسسات > التنظيمات > لائحة النقابات الوطنية
1. ↑  مغرب بريس > أول نقابة مستقلة للتعليم العالي بالمغرب تخرج للوجود نسخة محفوظة 04 مارس 2016 على موقع واي باك مشين.

2. https://taalim.org/

3. https://www.riadinoureddine.com/2020/09/fne.html
1. ↑  "https://taalim.org/". {{استشهاد ويب}}: الوسيط |مسار= غير موجود أو فارع (مساعدة) وروابط خارجية في |عنوان= (مساعدة)